# Androlyperus
Androlyperus là một chi bọ cánh cứng trong họ Chrysomelidae.
Chi này được Crotch miêu tả khoa học năm 1873. Các loài thuộc chi này được tìm thấy ở Bắc Mỹ và México.

## Các loài
Các loài trong chi này gồm:
- Androlyperus californicus (Schaeffer, 1906)
- Androlyperus fulvus (Crotch, 1873)
- Androlyperus incisus (Schaffer, 1906)
- Androlyperus maculatus (Leconte, 1883)
- Androlyperus nataliae Clark, 1999
- Androlyperus nigrescens (Schaffer, 1906)